# Jessica Gadirova
Jessica Gadirova (Dublin, 3 de outubro de 2004) é uma ginasta artística britânica, medalhista olímpica.

## Carreira
Gadirova participou dos Jogos Olímpicos de Verão de 2020, em Tóquio, na prova por equipes feminina, conquistando o bronze após finalizar a série com 164.096 pontos ao lado de Jennifer Gadirova, Alice Kinsella e Amelie Morgan. Obteve três medalhas no Campeonato Mundial de 2022 em Liverpool, sendo uma de prata por equipes, uma de bronze no individual geral e uma de ouro no solo.